# Rhum Duquesne
Le rhum Duquesne est un rhum agricole de la Martinique, anciennement distillé à Sainte-Luce, et dorénavant produit à la distillerie La Mauny de Rivière-Pilote.  

## Histoire
En 1953, la famille Marraud des Grottes, déjà propriétaire d’une distillerie et de la marque Duquesne, rachète le domaine de Trois Rivières et commercialise des rhums vieux Trois Rivières sous la marque Duquesne jusqu’en 1972.
En septembre 2019, Campari annonce l'acquisition de Rhumantilles, propriétaire des marques Trois Rivières, Duquesne et La Mauny, pour 60 millions de dollars.

## Production
Les rhums blancs et ambrés Duquesne sont élaborés sur l'une des colonnes de la distillerie Trois Rivières. Une cuve leur est réservée et une colonne à distiller est utilisée spécialement pour leur élaboration. C’est une technique légèrement différente de celle employée pour la fabrication des rhums Trois Rivières qui donne au rhum Duquesne toute sa typicité.
En 2004, la production de la distillerie Trois Rivières est déplacée à la distillerie La Mauny à Rivière-Pilote, détenue par la société B.B.S qui a racheté la distillerie Trois Rivières et ses deux marques dix ans plus tôt. Sa précieuse colonne à distiller originelle est remontée sur le nouveau site, garantissant leur qualité et leur singularité aux rhums Duquesne. 
Le rhum blanc agricole Duquesne, à 50°, 55° et 62° et le rhum vieux, bénéficient d'AOC.